# 岩屋古墳 (小牧市)
岩屋古墳（いわやこふん）は、愛知県小牧市にある古墳。

## 概要
岩崎山南東側山麓、杲洞寺近くの竹薮内に位置しており、古墳時代後期の6世紀末～7世紀初頭に築造されたと考えられていた。区画整理事業に伴って2007年（平成19年）8月から12月まで発掘調査されたのち、岩崎山北東側の岩崎山公園に移設・復元された。

## 規模と構造

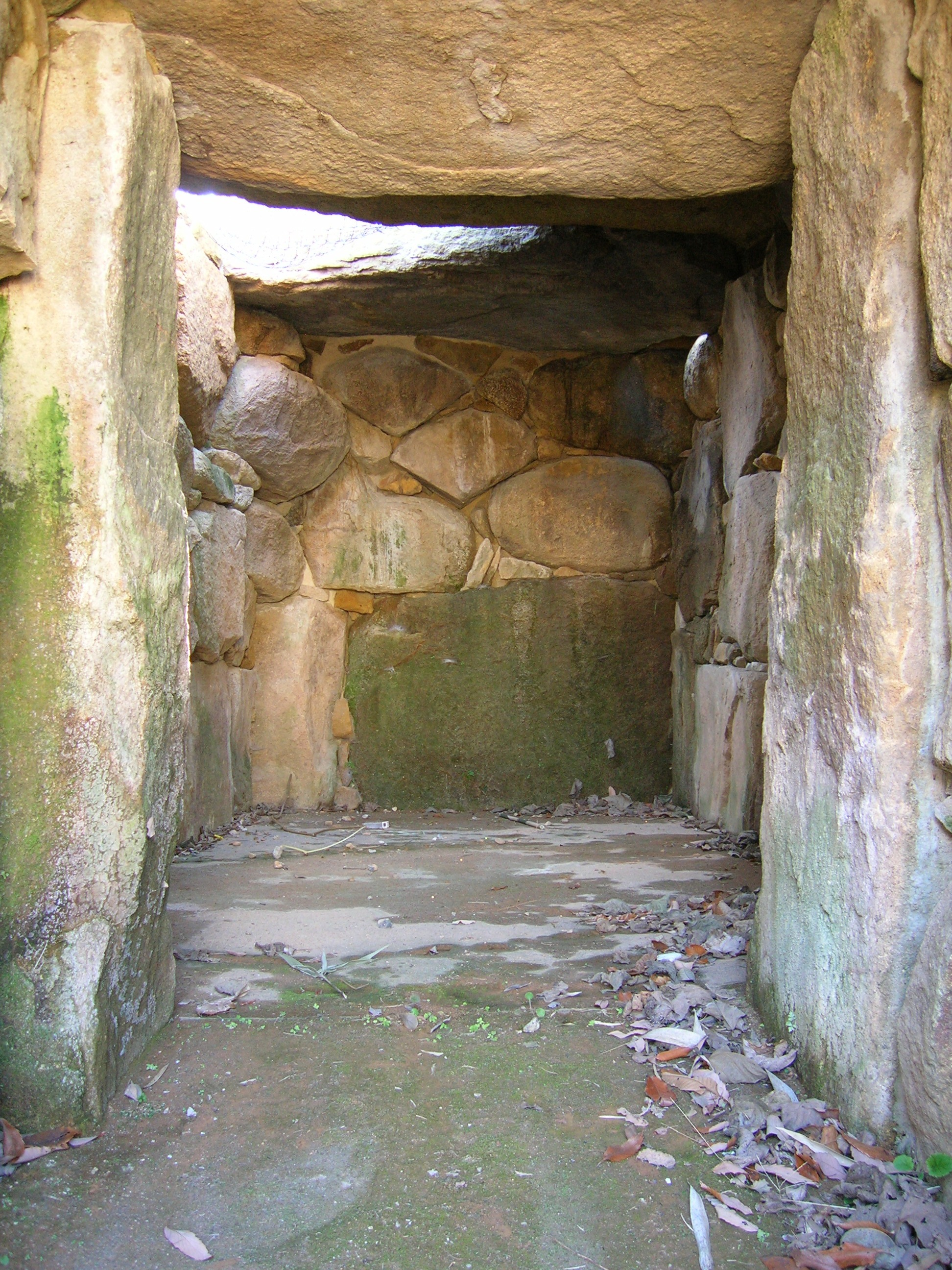
羨道から見た石室内部

発掘時には北西側を除く墳丘封土の大半が失われていたが、墳丘周辺で検出された溝状遺構を「周溝」と仮定すれば古墳の規模は約20～25メートルと推定されるという。
南・西側では羨道の石材が露出するまで崖状に封土が削り取られて、石室材の一部が転落し、東側に至っては石室東側が露出する状態まで墳丘が完全に削り取られていた。これは古墳裏手の石切場への通路を確保するため、江戸時代に掘削された可能性が高いとされる。
石室は擬似両袖式の横穴式石室。玄室は胴張型で全長3.8メートル、幅2～2.2メートル、高さ2.2メートル。玄門の幅は1.2メートル、高さ1.8メートル。羨道は残存長で3.6メートル、幅1.9メートル。石材は岩崎山から切り出された花崗岩、玄室は持ち送り積みで3～4段の石を使って構築されている。基底石には1メートル前後の石材が使用されており、鏡石は幅1.5メートルほど、玄門石も埋没部分まで含めれば全長2メートルを測るなど、比較的大きな石材が多い。また、幾つかの石材には築造当時のタガネによる加工痕が確認されている。
内部からは家形石棺の蓋などが出土しているが大半は失われており、石材として利用するために持ち出されたと考えられている。推定される棺の長さは2メートル。材質は礫質凝灰岩で、石棺材のみ禅師野（現・犬山市）付近から持ち込まれたものと推定されている。
なお、墳丘のさらに下層からは竪穴建物4軒とそれに伴う溝状遺構7本、さらに20ヶ所以上のピットが検出された。

## 出土品

### 副葬品
- 耳環（金環）
- 須恵器（長頚壷、高坏、平瓶）

### その他
- 石器（石鏃、石斧）
- 条痕文土器（深鉢、壷）
- 弥生土器（甕、壷、高坏）
- 須恵器（甕、提瓶）
- 灰釉陶器（碗）
- 山茶碗
- 古瀬戸（四耳壷）

副葬品の須恵器は7世紀前半に比定されており、古墳の築造はこの時期と考えられるという。また、古墳の床面付近から山茶碗が出土していることから、古墳の盗掘が始まったのは13世紀前半と推測されている。

## 古墳復元事業

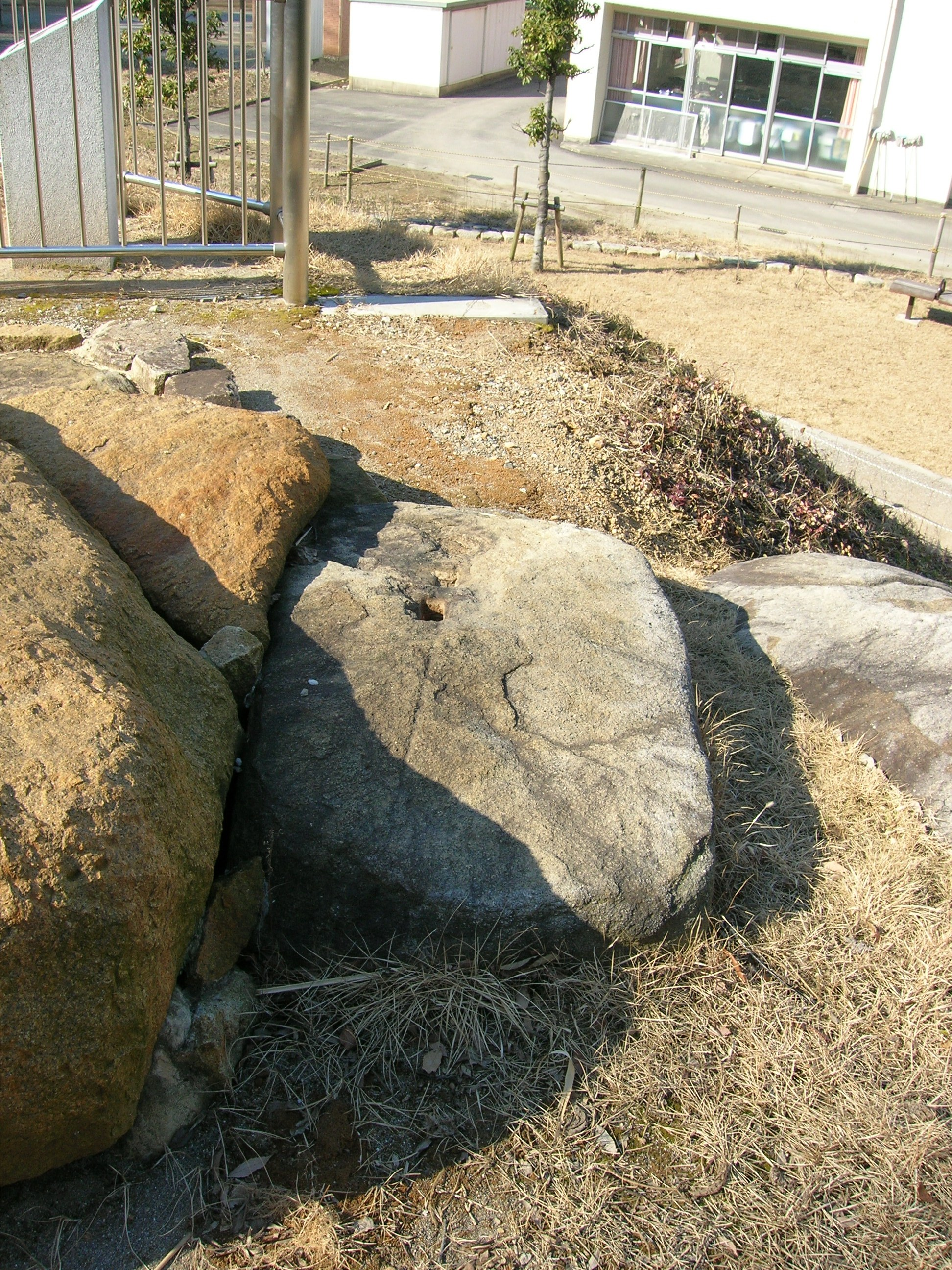
天井石に穿たれた矢穴

発掘調査ののち解体された岩屋古墳は岩崎山公園に墳径30メートルの円墳として復元された。移設に際しては不足する石室材などを補充したほか、大半が失われていた墳丘も復元しているが、墳頂部分については天井石などが観察できるようにあえて復元せず、墳丘へ上るための階段などが設置されている。なお、天井石には3つの矢穴（石を断ち割って切り出すためタガネによって掘られた穴）が残されており、その大きさや深さから名古屋城の築城が行なわれた慶長年間のものと考えられている。

## 交通手段
※「岩崎山 (愛知県)#交通手段」参照